# Frédéric Le Junter
Frédéric Le Junter est un musicien français né à Dunkerque en 1956. Très expérimental, son art évolue au croisement de la musique (chanson et musique instrumentale), des arts plastiques, du spectacle...

## Discographie
- Chansons impopulaires, 2005
- Bateau feu, Productions Vand'Oeuvre, 2017

En collaboration avec Pierre Berthet
- Berthet / Le Junter, 1994
- L'Enclume des jours, 2011

En duo avec Dominique Répécaud
- Les Massifs de fleurs, 1999
- Les Massifs de fleurs - T’es pas drône, 2015

Autre
- Allume la lune : Recueil de berceuses en une vingtaine de langues (Livre-CD), Passage Piétons, 2008

## Lien
- Ressource relative au spectacle :   - Kunstenpunt
- Ressource relative à la musique :   - Discogs
- Ressource relative à l'audiovisuel :   - IMDb
- Notices d'autorité :   - VIAF
  - ISNI
  - BnF (données)
  - IdRef
- Site personnel